# GySEV-Baureihe 4744/4746
Die Baureihen 4744 und 4746 der Raaberbahn sind elektrische Nahverkehrs-Triebzüge die im Regionalverkehr eingesetzt werden. Der Einsatz im Planverkehr der Baureihe 4744 begann im September 2016 und jener der Baureihe 4746 im Oktober 2021. Die Züge wurden von ÖBB-Technische Services im Werk Jedlersdorf in Wien gebaut und werden von der Raaberbahn auch als ventus bezeichnet.

## Geschichte

### Beschaffung
Im Februar 2014 gab die Raaberbahn 5 Triebzüge der Baureihe 4744 in Auftrag. Am 15. Juli 2016 wurde der erste Triebzug der Baureihe 4744 (4744 300) präsentiert. 2019 und 2020 folgten weitere Aufträge. 2019 wurden von der Raaberbahn 3 weitere Züge, diesmal der Baureihe 4746, in Auftrag gegeben. Anfang 2020 wurden noch 5 weitere Züge, ebenfalls der Baureihe 4746, in Auftrag gegeben.

### Spätere Beschaffungen
Im Juni 2023 gab die Raaberbahn bekannt, dass ein weiterer Zug der Baureihe 4746 als Ersatz für einen im Mai 2022 verunfallten Zug in Auftrag gegeben wurde.

## Ausstattung

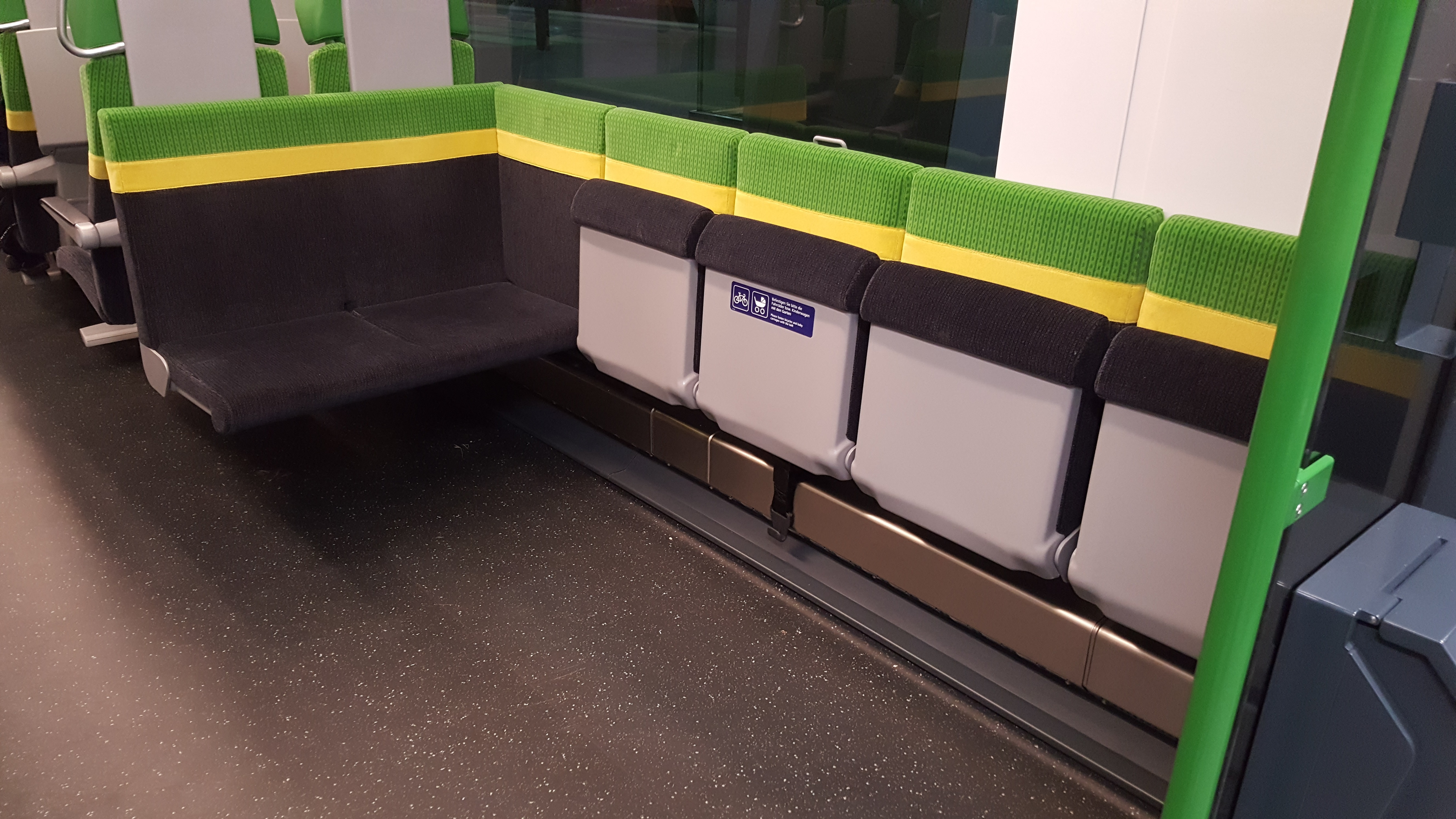
Mehrzweckbereich

Weiter umfasst die Ausstattung eine barrierefreie sowie eine Standardtoilette. Der Fahrgastbereich ist mit einer tageszeitgesteuerten Beleuchtung, Tischen und Monitoren ausgestattet. Die Baureihe 4744 bietet 3 Mehrzweckbereiche und die Baureihe 4746 bietet 2 Mehrzweckbereiche beispielsweise für Kinderwägen und Fahrräder. Alle Züge sind mit WLAN ausgestattet.

### Baureihe 4744 (3 Wagen / 4 Türen pro Seite)
Die Triebzüge der Baureihe 4744 bestehen aus drei Wagen, einem Endwagen mit Stromabnehmer 4744.3, einem Mittelwagen 7044.3 und einem zweiten Endwagen 4744.8. Sie bieten 259 Sitzplätze und vier Einstiegsbereiche, entsprechend vier Türen pro Zugseite.

### Baureihe 4746 (3 Wagen / 6 Türen pro Seite)
Die Triebzüge der Baureihe 4744 bestehen aus drei Wagen, einem Endwagen mit Stromabnehmer 4744.3, einem Mittelwagen 7044.3 und einem zweiten Endwagen 4744.8. Sie bieten 244 Sitzplätze und sechs Einstiegsbereiche, entsprechend sechs Türen pro Zugseite.

## Technik
Die Triebzüge bestehen aus zwei angetriebenen Endwagen und einem antriebslosen Mittelwagen. Die Wagenkasten stützen sich auf je zwei Drehgestelle des Typs SF6000 ab, sodass die Radsatzlast unter 17 Tonnen liegt.
Die Triebzüge können mit Druckluftbremsen, Federspeicherbremsen und elektrodynamischen Bremsen verzögern.
Alle Fahrzeuge verfügen über eine Zweisystemausrüstung für den Betrieb unter 15 kV, 16,7 Hz ~ und 25 kV, 50 Hz ~.

### Schiebetritte
Alle Fahrzeuge sind mit Schiebetritten für Bahnsteige mit einer Höhe von 550 mm an den Zugenden und 380 mm an allen Einstiegen ausgestattet. Bei Bahnsteigen mit einer Höhe von 200 Millimetern und niedriger werden die Schiebetritte für 380 mm weiter ausgefahren.

## Einsatz

### Einsatzbeginn
Seit September 2016 kommen alle Raaberbahn Ventus-Züge auf der Strecke zwischen Wien Hauptbahnhof und Deutschkreutz sowie zwischen Wien Hauptbahnhof und Pamhagen zum Einsatz und ersetzen seit diesem Zeitpunkt teilweise die Triebwägen der ÖBB-Reihe 4124. Die Triebzüge werden auch auf der Strecke Wien Hauptbahnhof–Bratislava-Petržalka eingesetzt. In seltenen Fällen werden auf der Neusiedlerseebahn und auf der Strecke zwischen Deutschkreutz und Bratislava-Petržalka auch Garnituren der ÖBB-Reihe 4744 und ÖBB-Reihe 4746 eingesetzt. Ab dem 13. Dezember 2020 wurde das Regionalexpress-Zugpaar REX 9 / REX 6 Bratislava-Petržalka – Mürzzuschlag mit der Raaberbahn Baureihe 4744 und Baureihe 4746 geführt, womit die Triebzüge erstmals auch die Steiermark erreichten.